# Menelaus (Mondkrater)
Menelaus ist ein Einschlagkrater auf der Mondvorderseite am Nordrand der Montes Haemus, am Rand des Mare Serenitatis, westlich des Kraters Plinius.
Der Kraterboden ist uneben und der Kraterrand etwas unregelmäßig.
Nördlich von Menelaus, in der Ebene des Mare Serenitatis, befindet sich das Rillensystem der Rimae Menelaus.
| Buchstabe | Position           | Durchmesser | Link |
| --------- | ------------------ | ----------- | ---- |
| A         | 17,06° N, 13,38° O | 6 km        |      |
| C         | 14,8° N, 14,47° O  | 4 km        |      |
| D         | 13,22° N, 16,29° O | 4 km        |      |
| E         | 13,57° N, 15,88° O | 3 km        |      |

Der Krater wurde 1935 von der IAU nach dem Mathematiker und Astronomen Menelaos offiziell benannt.